# Jimma (peuple)

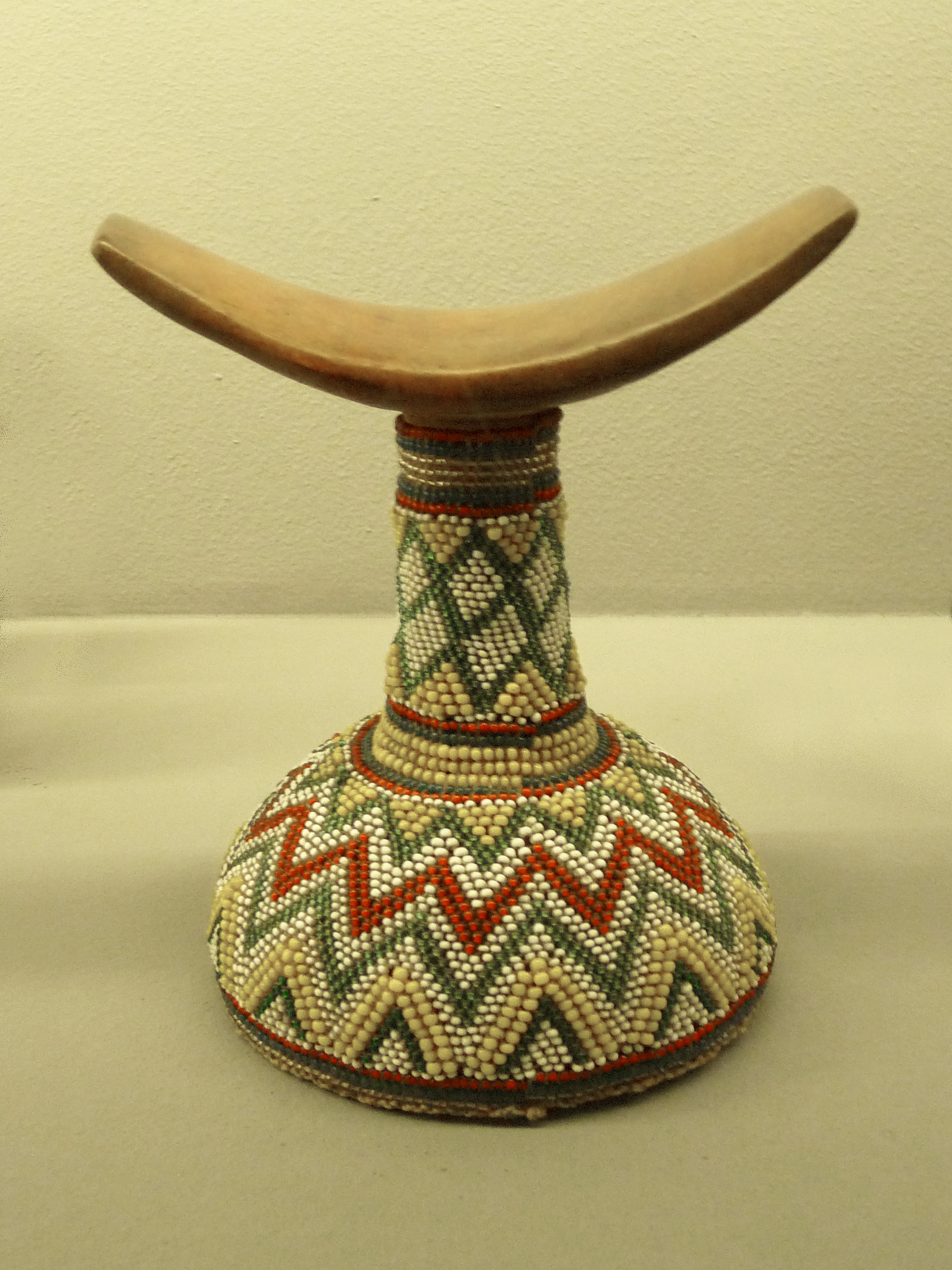
Appui-tête en bois et perles du XIXe siècle (Musée du quai Branly)

Les Jimma (ou Jima) sont un peuple d'Éthiopie. C'est un sous-groupe des Oromos.